# Secuestro del barco Playa de Bakio

El barco fue secuestrado frente a las costas de Somalia.

El secuestro del barco Playa de Bakio fue un incidente ocurrido entre el 20 y el 26 de abril del año 2008. Durante esos días la tripulación del barco español Playa de Bakio fue retenida por piratas en la costa de Somalia.

## El barco y la tripulación

Barco atunero congelador prototípico.

La embarcación secuestrada fue un barco atunero congelador, propiedad de la empresa Pesquera Vasco Montañesa (Pevasa), con sede en el municipio vizcaíno de Bermeo. Se trata de una nave de estructura sencilla, de lentos movimientos debido a la gran bodega congeladora que alberga en su parte inferior. La pesca del atún en esta modalidad, al ser con red de pesca de cerco, hace necesario que la embarcación cuente con grúas para poder subir cada captura, lo cual redunda en la escasa velocidad del barco.
El Playa de Bakio, en el momento del secuestro, albergaba una tripulación compuesta por 26 personas: 13 españoles (8 de origen gallego y 5 de origen vasco) y 13 africanos. La embarcación se encontraba en la zona pescando atún desde el 15 de abril, 5 días antes del secuestro. En principio, la actividad que llevaban a cabo consistía en cargar las bodegas en aguas internacionales durante varios días y, cuando éstas estuvieran llenas, acercarse a la costa para desembarcarlas y volver a faenar.

## Desarrollo del incidente

### Antecedentes
El precedente más utilizado por la prensa española para ilustrar el secuestro del Playa de Bakio fue la captura de un yate francés, el Le Ponant, tan solo quince días antes. Durante ese incidente, más de treinta personas fueron retenidas por un grupo de piratas similares a los que luego secuestrarían la embarcación española. En este caso, el armador del barco tuvo que pagar un rescate cercano a los dos millones de dólares estadounidenses. La mitad de los piratas fueron detenidos y parte del dinero recuperado.
No es difícil encontrar más precedentes de conflictos entre naves europeas y piratas somalíes. Existen dos factores que hacen frecuentes este tipo de sucesos: por un lado, la mala situación política de Somalia propicia la aparición de este tipo de grupos paramilitares; por otro, la dificultad de las autoridades europeas para desplazarse a zonas tan alejadas hace que el tiempo de reacción sea elevado.

### Secuestro
El secuestro del atunero vasco fue rápido. Siempre hablando en términos de la franja horaria de Somalia, a última hora de la tarde del día 20 de abril una pequeña lancha con tres o cuatro individuos a bordo se acercó al navío, que fue atacado con lanzagranadas y posteriormente abordado por la totalidad de ese comando, que redujo a la tripulación y se hizo con el control del Playa de Bakio. Además, los piratas privaron a los navegantes de cualquier tipo de comunicación exterior, quitándoles sus teléfonos móviles. Los primeros momentos fueron confusos, dado que durante varias horas se perdió la conexión con la nave.
Las primeras noticias de primera mano llegaron el 22 de abril, cuando los captores permitieron al patrón del barco, Amadeo Álvarez, realizar una llamada a su familia. Durante esa conversación, que fue transmitida a la prensa por la hija de Álvarez, se narró como fue el secuestro, se intentó tranquilizar a las familias y se aseguró que no había heridos. Por otro lado, se pusieron de manifiesto los propósitos de los secuestradores, que aseguraron que su intención era obtener dinero a través del pago de un rescate.
Por otro lado, el Gobierno de España comenzó a organizar el seguimiento del caso. Las primeras decisiones que se tomaron trajeron consigo el desplazamiento de la fragata Méndez Núñez, la más rápida de la Armada Española, que tardaría 48 horas en llegar a Somalia. Según esto, la ministra de Defensa, Carme Chacón, en colaboración con el ministro de Exteriores Miguel Ángel Moratinos y la ministra de Medio Ambiente, Medio Rural y Marino Elena Espinosa, se habrían puesto en contacto con la OTAN para recabar ayuda e información.

### Llegada a tierra

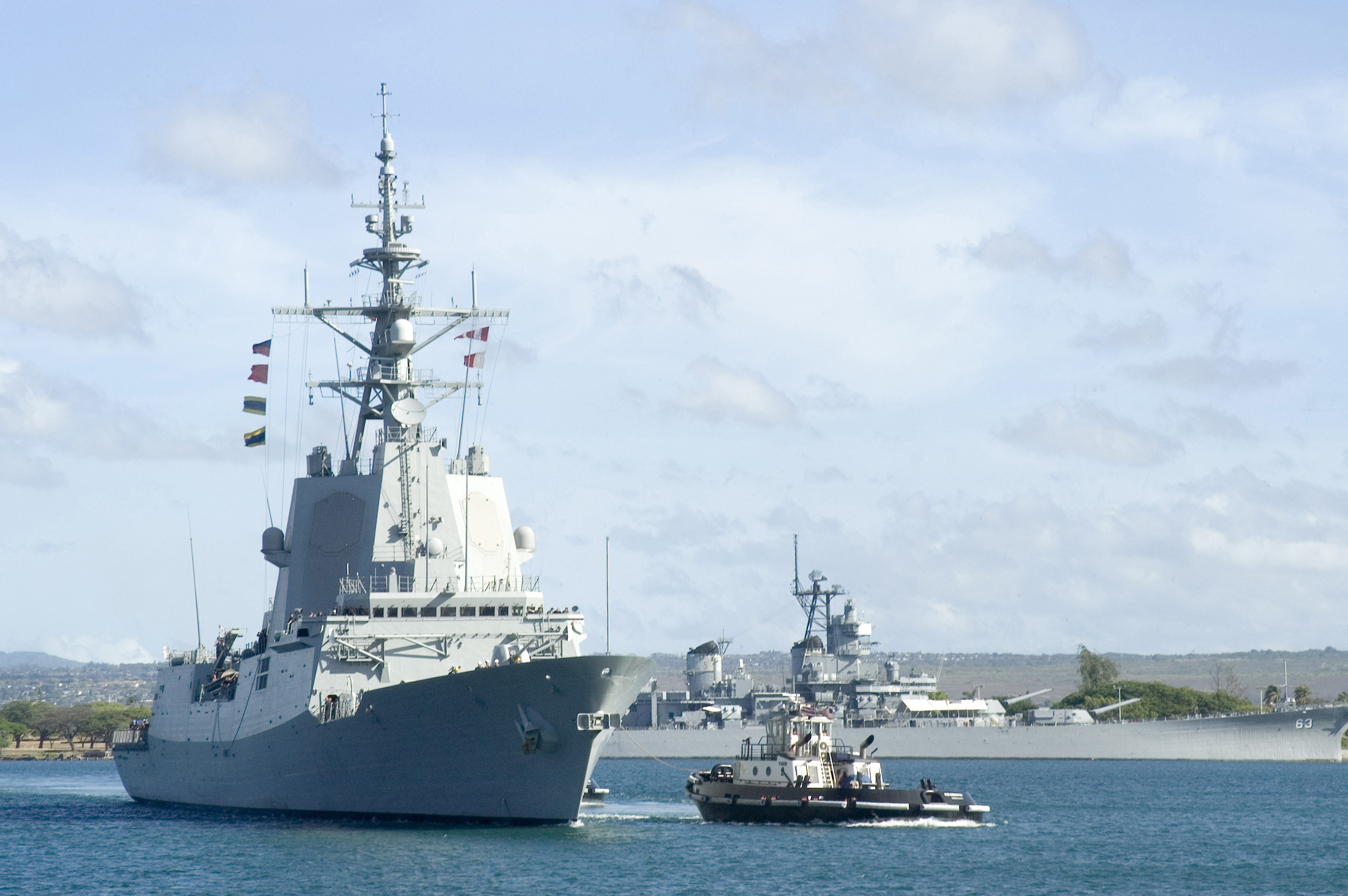
La fragata Méndez Núñez, navegando en las costas de Hawái en 2007.

Al día siguiente, el 22 de abril, los secuestradores permitieron hacer una nueva llamada, esta vez a uno de los tripulantes vascos: Mikel Arana. A lo largo de la misma, el marinero actualizó la información sobre su situación, e indicó que el barco había sido fondeado frente a la costa de Somalia. Además, Arana señaló que nuevos miembros del grupo captor del barco habían accedido al mismo, y que la cifra era cercana a los 10 piratas.
A continuación, se produjo una cierta ralentización en el devenir de los acontecimientos. Durante tres días, el Playa de Bakio estuvo anclado en la costa, recibiendo víveres e instrucciones. Paralelamente, la fragata Méndez Núñez llegó a la zona. Desde el día 24 de abril, ya se la podía ver operando en el lugar.
La estrategia seguida fue mantenerse a una cierta distancia de seguridad, para que la fragata pasase desapercibida frente a los piratas pero pudiese seguir cualquier movimiento del barco atunero.
Sin embargo, la situación de los piratas no fue todo lo favorable -para ellos- que cabía esperar, pues estando fondeados en la costa se vieron sometidos a la presión de otros grupos paramilitares, que amenazaban con atacar el barco y «robarles» los rehenes. Esto tuvo dos consecuencias inmediatas: la primera, mejoró la predisposición de los captores para buscar una solución dialogada al secuestro; la segunda, les obligó a mover el barco.

### Vuelta a alta mar
De este modo, el 25 de abril el barco secuestrado volvió a alta mar. Según parece, un grupo de combatientes islamistas afincado en Somalia había comenzado a realizar operaciones de cara a atacar el barco y capturar a los rehenes. Tras varias jornadas de secuestro, el ánimo comenzó a decaer entre la tripulación del atunero vasco. Así lo comunicó el capitán de la nave, Amadeo Álvarez, tan solo un día antes de volver a alta mar.
Según las noticias de este momento, la embarcación fue llevada a unos 160 kilómetros de la costa. En todo momento, la fragata Méndez Núñez siguió relativamente cerca los movimientos del Playa de Bakio.
La información «oficial» en este punto es escasa, y diversos medios de comunicación, ya trasladados a la zona a través de enviados especiales, contactaron con pescadores locales. Uno de estos, Abduqadir Ahmed, indicó que antes de volver mar adentro no sólo se aprovisionaron de comida, sino también de medicinas. Eso indicaba que, a pesar de la necesidad de llegar a una solución, los piratas estaban preparados para permanecer largo tiempo en el Playa de Bakio.

### Liberación
Tras casi una semana de secuestro, el 26 de abril se anunciaba el rescate de la tripulación del Playa de Bakio. La vicepresidenta del gobierno, María Teresa Fernández de la Vega, celebró una rueda de prensa en la que señaló que la tripulación estaba en buen estado, y que ya se estaba trabajando para trasladarla a una zona de mayor seguridad. Según dicha rueda de prensa, la liberación es fruto de una ardua labor diplomática llevada a cabo entre el armador del barco y el Gobierno de España.
Aunque María Teresa Fernández de la Vega no reconoció en ningún momento el pago de un rescate, desde el primer momento surgieron informaciones que apuntaban a que sí había ocurrido tal cosa. Esto fue confirmado, posteriormente, por Andrew Mwangura, director de una organización que se dedica a encontrar buques perdidos en la zona y por el presidente de la autoridad portuaria de la localidad somalí de Haradhere, Abdisalam Khalif Ahmed. La mayoría de fuentes afirman que el pago del rescate fue de 1,2 millones de dólares (770.000 euros) pagados por el armador. Según el propio Abdisalam Jalif Ahmed, los piratas abandonaron el barco tras recibir el pago del rescate a través de una nave de pequeño calado.
La hoja de ruta trazada en ese momento planteaba, escoltados por la Méndez Núñez, el regreso a las Islas Seychelles, base de la flota atunera vasca en ese lugar, y de allí regreso a España. Aunque navegaron escoltados en todo momento por la fragata, el 4 de mayo, ya con la tripulación en España, se reveló que un grupo de piratas diferente al que llevó a cabo el secuestro tuvo intenciones de volver a capturarlo cuando el Playa de Bakio se alejaba de Somalia. Al parecer, fueron disuadidos por la presencia de la fragata militar española.

## Regreso a España

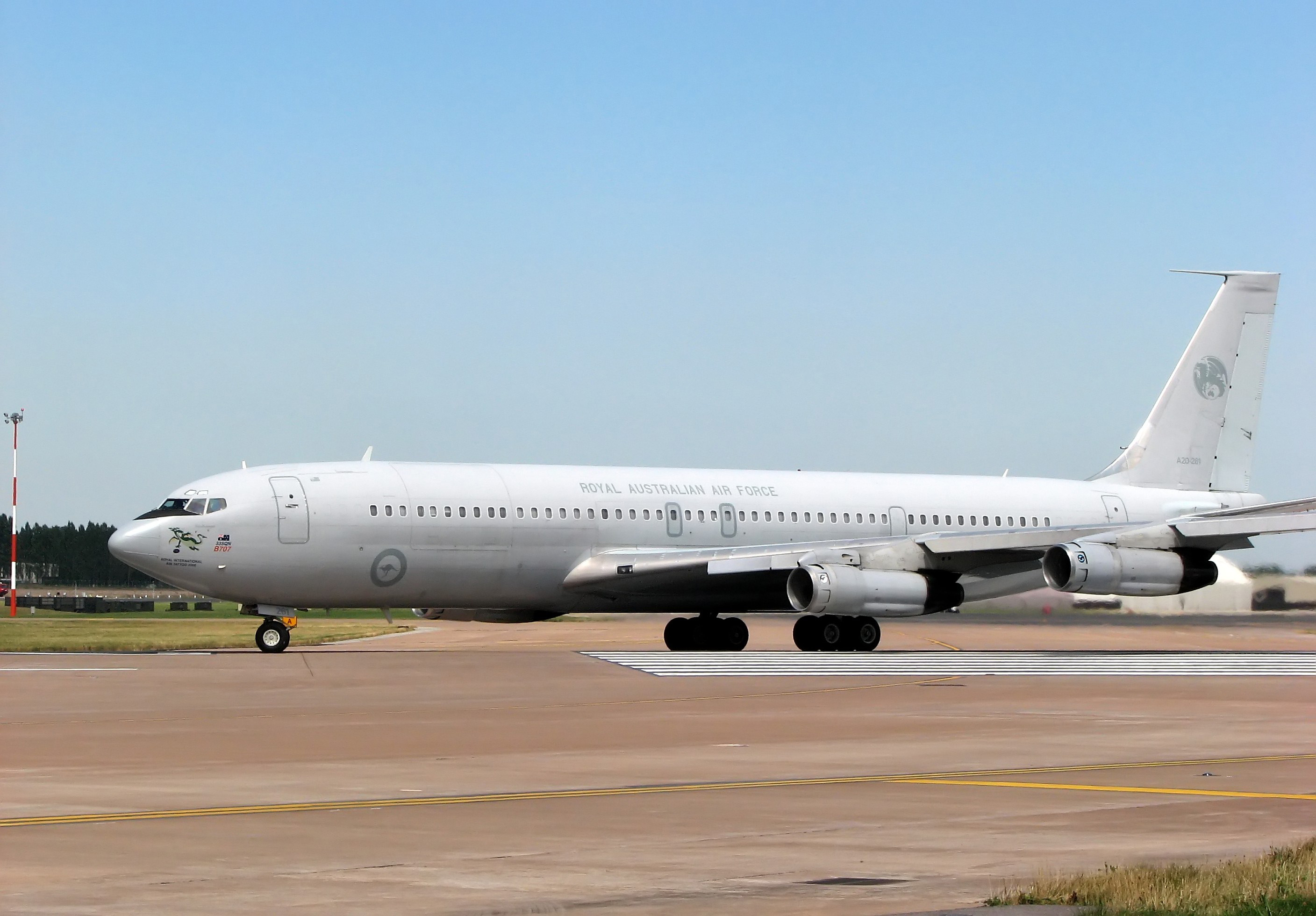
Boeing 707 similar al que trasladó a los marineros a España.

De este modo, el 29 de abril llegaban a las Islas Seychelles todos los miembros de la tripulación española. Un Boeing 707 de las Fuerzas Armadas Españolas sería el encargado de trasladar a los 26 marineros a la Base Aérea de Torrejón de Ardoz. Una vez allí, la tripulación se dividió en dos vuelos, uno con destino a Galicia y otro al País Vasco.
El día 30 de abril llegaban, por fin, los marineros a sus localidades de origen. Los primeros en hacerlo fueron los gallegos, que fueron recibidos por el presidente de la Junta de Galicia Emilio Pérez Touriño.
Los cinco tripulantes vascos llegaron unos minutos más tarde al Aeropuerto de Bilbao. Allí, algunos como el contramaestre Ángel Fernández hicieron algunas declaraciones tras ser recibidos por Paulino Luesma, el delegado del Gobierno en el País Vasco. Tras dejar a los tripulantes españoles, el Boeing 707 paró en la ciudad egipcia de Luxor, donde se quedaron los 13 tripulantes africanos.

## Acción diplomática
El secuestro del Playa de Bakio fue abordado desde el punto de vista diplomático en dos frentes. Por un lado, el embajador de España en Kenia, Nicolás Martín Cinto, se desplazó a Somalia el 22 de abril para intentar llegar a una solución exenta de violencia.
Martín Cinto fue enviado allí no solo por su larga trayectoria como diplomático, sino por sus dotes como negociador, ya que ha colaborado en procesos negociadores con terroristas de todo tipo, desde miembros de ETA hasta con participantes en las revueltas de la crisis de Kenia de 2007. Algunos medios de comunicación, como El Imparcial, le consideran el verdadero artífice de la liberación del Playa de Bakio.
Por otro lado, el rescate a pagar fue negociado en un hotel de lujo de Londres. La elección del lugar responde a que el grupo pirata tiene relación con mercenarios británicos, y estos se relacionan con las autoridades a través de un despacho de abogados británico. Fue allí donde se fijó la cantidad del rescate, su modo de pago y las condiciones del abandono del barco.

### Resolución de la ONU
El 2 de junio de 2008, el Consejo de Seguridad de Naciones Unidas adoptó una resolución que autoriza, previo consentimiento de las autoridades somalíes, a navíos extranjeros a perseguir barcos pirata en aguas de Somalia. La resolución se ampara en el capítulo VII de la Carta de las Naciones Unidas, en la cual se apela al uso de la fuerza para poder cumplir las decisiones del Consejo.
Esta decisión no está directamente relacionada con el incidente del Playa de Bakio, aunque el embajador español en la ONU, Juan Antonio Yáñez Barnuevo, formó parte de un grupo informal en apoyo de la toma de medidas que protejan a los barcos que faenan en las costas de Somalia.